# Mohen Leo
Mohen Leo (* vor 1992 in Berlin, Deutschland) ist ein Spezialeffektkünstler, der 2017 für den Oscar in der Kategorie Beste visuelle Effekte nominiert wurde.

## Leben
Leo wuchs in Berlin auf und studierte ab 1992 an der Technischen Universität Berlin Physik und Informatik. Während des Studiums wechselte er das Hauptfach zu Industriedesign und schloss das Studium 1995 ab.
1996 begann er bei Industrial Light & Magic als technischer Leiter und Animator von Effekten zu arbeiten. 2002 wechselte er zu Esc Entertainment, um an Spielfilmen wie Matrix Reloaded und Matrix Revolutions zu arbeiten. Seit 2009 ist er im Studio von Industrial Light & Magic in Singapur als VFX Supervisor tätig.
Bei der Oscarverleihung 2017 wurde er zusammen mit John Knoll, Hal Hickel und Neil Corbould für seine Arbeit an Rogue One: A Star Wars Story für den Oscar in der Kategorie Beste visuelle Effekte nominiert.
Mohen Leo lebt derzeit in London.

## Filmografie (Auswahl)
- 1997: Speed 2 (Speed 2: Cruise Control)
- 1998: Small Soldiers
- 1999: Das Geisterschloss (The Haunting)
- 1999: Star Wars: Episode I – Die dunkle Bedrohung (Star Wars: Episode I – The Phantom Menace)
- 2000: Der Sturm (The Perfect Storm)
- 2000: Work in Progress
- 2001: Pearl Harbor
- 2002: Star Wars: Episode II – Angriff der Klonkrieger (Star Wars: Episode II – Attack of the Clones)
- 2003: Matrix Reloaded
- 2003: Matrix Revolutions
- 2004: Ladykillers (The Ladykillers)
- 2005: Der Babynator (The Pacifier)
- 2006: Poseidon
- 2008: Speed Racer
- 2009: 2012
- 2010: Iron Man 2
- 2011: Mission: Impossible – Phantom Protokoll (Mission: Impossible – Ghost Protocol)
- 2011: Pirates of the Caribbean – Fremde Gezeiten (Pirates of the Caribbean: On Stranger Tides)
- 2013: R.E.D. 2 (RED 2)
- 2014: Transformers: Ära des Untergangs (Transformers: Age of Extinction)
- 2015: Ant-Man
- 2015: Der Marsianer – Rettet Mark Watney (The Martian)
- 2016: Deepwater Horizon
- 2016: Rogue One: A Star Wars Story